# Arcania
Arcania est un groupe français de thrash metal, originaire d'Angers. Le groupe est initialement formé en 1999 sous le nom de Silverskull. Plus de dix ans après sa formation, Arcania publie son premier album studio, intitulé Sweet Angel Dust, au label Great Dane Records, en 2010. Il suit en 2014 d'un deuxième album studio, intitulé Dreams are Dead.

## Biographie
Le groupe est initialement formé en 1999 à Angers, sous le nom de Silverskull. Cette même année, le groupe change définitivement de nom pour Arcania. Les premières démos du groupe sont enregistrées et publiées en 2001 et 2002, intitulées Demo 2001 et Demo 2002 respectivement. En 2003, le groupe publie son premier album live auto-produit intitulée Live is Not Dead, qui comprend une performance à Angers. En 2005, ils publient leur premier EP éponyme.
Après cinq années de silence, Arcania publie son premier album studio, intitulé Sweet Angel Dust, au label Great Dane Records, en 2010. L'album est accueilli d'une manière mitigée par la presse spécialisée,,. L'album fait participer David Potvin (Lyzanxia, One-Way Mirror) à l’enregistrement et Peter In De Betou (Dimmu Borgir, Enslaved) au mastering. Au début de 2014, le groupe publie le clip de son album-titre Dreams are Dead. Toujours au début de 2014, le groupe publie son deuxième album studio, intitulé Dreams are Dead.

## Style musical
Le style musical d'Arcania est comparé à celui de groupes comme Machine Head, Darkane, et Carnal Forge.

## Membres

### Membres actuels
- Cyril Peglion – guitare, chant
- Guillaume Rossard − basse
- Niko Beleg – guitare
- Olivier Chéné – batterie

### Anciens membres
- Gabriel Georgelin − batterie (1999−2003)
- Nicolas Alberny − guitare (2008−2012)